# Marinero
Marinero är en ort i Mexiko.   Den ligger i kommunen Santa María Colotepec och delstaten Oaxaca, i den sydöstra delen av landet, 500 km sydost om huvudstaden Mexico City. Marinero ligger 56 meter över havet och antalet invånare är 229.
Terrängen runt Marinero är platt västerut, men åt nordost är den kuperad. Havet är nära Marinero åt sydväst. Runt Marinero är det ganska glesbefolkat, med 43 invånare per kvadratkilometer. Närmaste större samhälle är Brisas de Zicatela, 3,0 km söder om Marinero. Omgivningarna runt Marinero är en mosaik av jordbruksmark och naturlig växtlighet.